# The Hunting Party (Izgubljeni)
The Hunting Party je jedanaesta epizoda druge sezone televizijske serije Izgubljeni i ukupno 36. epizoda serije. Režirao ju je Stephen Williams, a napisali su je Elizabeth Sarnoff i Christina M. Kim. Prvi puta je prikazana 18. siječnja 2006. godine na televizijskoj mreži ABC. Glavni lik radnje epizode je Jack Shephard (Matthew Fox).

## Radnja

### Prije otoka
Jack Shephard i njegov otac Christian razgovaraju o učinkovitosti operacije Talijana Angela Busonija koji boluje od tumora kralježnice. Christian je protiv operacije. Međutim, kćerka gospodina Busonija, Gabriela, kaže Christianu da nisu došli zbog njega, već da su čitali o čudesnom oporavku Jackove supruge i nadaju se da će Jack učiniti još jedno čudo. Jack pristaje operirati, unatoč protivljenju svoga oca. Nakon duge noći, Jack se vraća kući svojoj supruzi Sarah koja mu govori da je obavila test za trudnoću koji je ispao negativan. Kasnije Gabriela i Jack razgovaraju u njegovom uredu gdje ju Jack upozorava na rizike operacije, ali ona ih na kraju prihvaća. Christian naglo ulazi u ured, a kad Gabriela ode upozori svog sina na opasnost približavanja s pacijentima. Operacija ne prođe uspješno i Angelo umire na operacijskom stolu zbog zastoja srca. Jack govori ocu da će on obavijestiti Gabrielu, ali mu Christian odgovara da je on to već učinio. Nakon toga se Gabriela i Jack vide na parkiralištu; ona plače zbog smrti oca, a kad ju Jack pokuša utješiti njih dvoje se poljube. Jack se povlači i odlazi govoreći Gabrieli: „Ne može.” Vrativši se kući Jack priznaje svojoj supruzi da je poljubio drugu ženu, ali obećava da će se promijeniti. Dok ju drži u naručju ona mu govori da je upoznala nekog drugog i da ga ostavlja; već je spakirala stvari. Prije nego ode, kaže mu: „Uvijek ćeš trebati nešto za popraviti.”

### Na otoku
Jack otkriva onesviještenog Lockea u prostoriji s oružjem u oknu. Nedugo potom Michael ulazi s puškom uperenom u Jacka i govori mu da odlazi u džunglu kako bi vratio svog sina Walta kojeg su oteli Drugi. Jack ga pokušava urazumjeti te se dobrovoljno javlja da krene s Michaelom. Međutim, ovaj odbija slušati i kaže Jacku da mora ići sam. Nakon toga zaključava Jacka i Lockea u prostoriju s oružjem. Uskoro ih Kate i Sawyer oslobode pa Jack odluči krenuti za Michaelom. Locke i Sawyer se jave da krenu s njim, a Jack odbija istu želju od Kate kojoj kaže da mora ostati i unositi brojeve u kompjuter. 
Tijekom potrage za Michaelom, Locke otkriva da zna Sawyerovo pravo ime – James Ford – još od vremena kad mu je Hurley dao popis putnika. Upita ga zbog čega je izabrao to ime, ali Sawyer ne želi odgovoriti. U tom trenutku začuju pucnjeve iz džungle. Potrče prema njezinim zvukovima i pronalaze čahure iz Michaelove puške. Te noći dok se Jack i Locke svađaju oko toga trebaju li nastaviti s potragom ili se vratiti prekida ih kapetan s broda koji je oteo Walta u epizodi Exodus. Budući ih čovjek zove imenima, očigledno je da zna osobne podatke o svima. Govori im da je Walt dobro i da ga Michael nikad neće pronaći. Također dodaje: „Ovo nije vaš otok, ovo je naš otok i jedini razlog zašto na njemu živite jest taj što vam mi to dopuštamo.” Također kaže da ne bi trebali „otvarati vrata koja nisu trebala biti otvorena”. Kapetan od njih traži da ostave svo oružje i vrate se tamo odakle su došli pa će ih Drugi ostaviti na miru. Jack to odbija, vjerujući da čovjek blefira i da se u njihovoj okolici ne nalazi puno Drugih, ali ga ovaj vrlo brzo razuvjeri. Nakon toga kapetan pozove Alex i preživjeli ugledaju zavezanu Kate kojoj čovjek stavlja pištolj na vrat. Otkrivamo da je Kate cijelo vrijeme slijedila Jacka, Sawyera i Lockea te da su je Drugi uhvatili i zarobili. Suočen s teškom odlukom, Jack popušta i njih trojica spuštaju svoja oružja. Čovjek pusti Kate i uzima oružje te govori da će se Drugi vratiti ako preživjeli „prijeđu granicu”. Sawyer kaže bradatom čovjeku da sve ovo nije još gotovo.
U oknu Hurley i Charlie pregledavaju kolekciju starih ploča i pronalaze jednu od grupe Geronimo Jackson. Hurley upita Charlieja da li ima šansi s Libby, ali je Charlie preokupiran svojim mislima u vezi Claire. Na plaži Jin i Sun u razgovoru shvate da niti jedno ne želi biti ona osoba kojoj drugi govore što da rade. Nakon povratka u kamp Jack odbija slušati ispriku Kate. Sawyer je utješi govoreći joj da bi i on postupio isto kao i ona. Na kraju Jack dolazi do Ane Lucije na plažu i upita je: „Koliko je vremena potrebno da se istrenira vojska?”

## Priznanja
Epizodu The Hunting Party gledalo je 19,13 milijuna Amerikanaca. Novinar Los Angeles Timesa napisao je da mu se svidjela Jackova priča prije otoka i taj „cool trenutak u kojem Drugi zapale svoje baklje” ali nije mu se svidio progres cijele priče i cliffhanger koji na kraju nigdje nije otišao.

## Vanjske poveznice
- The Hunting Party  Arhivirana inačica izvorne stranice od 24. listopada 2012. (Wayback Machine) na ABC-u